# 布萊恩·歐哈隆
布萊恩·克里斯多夫·歐哈隆（英語：Brian Christopher O'Halloran，1969年12月20日—）或簡稱布萊恩·歐哈隆（英語：Brian O'Halloran），是一位美國男演員。他較為知名的是在凱文·史密斯的View Askew宇宙中飾演但丁·希克斯，並於史密斯的電影導演處女作《瘋狂店員》（1994年）及續集《瘋狂店員2》（2006年）中擔任主演。此外，歐哈隆亦在史密斯其他的電影中擔任配角。
2008年，歐哈隆於奈·沙馬蘭所執導的《破天慌》中參演。2016年，他於傳記片《開拍瘋狂店員》中飾演艾利斯一角。

## 早期生活
歐哈隆出生於紐約市的曼哈頓，並從13歲起住在紐澤西州的老橋鎮。他的父母是愛爾蘭移民，為此歐哈隆是第二代愛爾蘭裔美國人。歐哈隆的父親是他在15歲時去世。

## 外部連結
- 布萊恩·歐哈隆在互联网电影资料库（IMDb）上的資料（英文）
- Brian O'Halloran （页面存档备份，存于） at NJTheater.com